# Мельничин Микола Григорович
Микола Григорович Мельничин (псевдо: «Кірам») (19 серпня 1910, с. Надітичі, Миколаївський район, Львівська область — 12 грудня 1950 біля с. біля с. Сукіль, Болехівська міська рада, Івано-Франківська область)  — хорунжий УПА, заступник командира сотні в
ТВ-14 «Асфальт», кур'єр ЗЧ ОУН.
Лицар Золотого Хреста Бойової Заслуги 1-го кл..

## Життєпис
Член ОУН з 1930-х. У 1941 був стрільцем у батальйоні «Нахтігаль», а у 1946 виконував обов'язки заступника командира сотні в тактичному відтинку «Асфальт». У 1946—1948 був комендантом боївки охорони керівника Львівського крайового проводу ОУН 3иновія Тершаковця-«Федора».
Згідно рішення наради Проводу ОУН в Україні у травні 1948 Микола Мельничин — «Кірам», Іван Паньків-«Явір», Василь Сколоздра-«Грабенко», М. Горчин — «Грузин», X. Ґонтар — «Степовий» та М. Воскрес — «Мирон» були відряджені до Західної Німеччини, де у Мюнхені зустрілися із представниками Закордонних частин ОУН та Закордонного представництва УГВР, мали зустріч зі Степаном Бандерою та іншими керівниками національно-визвольної боротьби.
Восени 1949 Микола Мельничин та Іван Паньків були десантовані з літака у районі села Крупське. Вони зустрілися з головними командирами УПА Р. Шухевичем та іншими керівниками підпілля в Україні і передали пошту від ЗЧ ОУН.
Влітку 1950 перебував у околицях села Сукіль на Болехівщині, де зустрівся з кур'єрами ЗЧ ОУН «Ромком» та «Богданом» і включив їх до складу своєї боївки. Постійно підтримував зв'язки з керівником Головного осередку пропаганди Проводу ОУН, заступником Голови Генерального Секретаріату УГВР Петром Федуном -«Полтавою».
12 грудня 1950 загинув у безнадійній ситуації, оточений у криївці.

## Нагороди
- Згідно з Наказом штабу воєнної округи 2 «Буг» ч. 1/47 від 1.07.1947 р. хорунжий УПА Микола Мельничин — «Кірам» нагороджений Бронзовим хрестом бойової заслуги УПА.
- Згідно з Наказом Головного військового штабу УПА 3/49 від 15.10.1949 р. хорунжий УПА Микола Мельничин — «Кірам» нагороджений Золотим хрестом бойової заслуги УПА 1 класу.

## Вшанування пам'яті
- 24.09.2017 р. від імені Координаційної ради з вшанування пам'яті нагороджених Лицарів ОУН і УПА у м. Миколаїв Львівської обл. Золотий хрест бойової заслуги УПА 1 класу (№ 002) та Бронзовий хрест бойової заслуги УПА (№ 004) передані Ганні Заболотній, племінниці Миколи Мельничина — «Кірама».